# Narada Michael Walden
"Narada" Michael Walden (23. april 1952 i Michigan , USA) er en amerikansk trommeslager,sanger, og sangskriver og producer i fusionsjazz og rockpop genren. 
Walden kom frem i midt 1970'erne , i John McLaughlin's Mahavishnu Orchestra. 
Siden spillede han med Jeff Beck.'
Han har lavet kommercielle plader i eget navn hvor han både synger og spiller på trommer.
Har ligeledes spillet og været producer og sangskriver for bl.a. andre Whitney Houston, Mariah Carey, Aretha Franklin, Diana Ross og Patti Austin.

## Eksterne kilder og henvisninger
- Biografi mm